# Егзомарс ровер
Егзомарс ровер (енгл. ExoMars rover) је роботизовани ровер за истраживање Марса, и део је међународног пројекта у који су укључене Европска свемирска агенција (ЕСА) и Роскосмос.
Тренутно је планирано да руска страна обезбеди ракету-носач (највероватније Протон), летелицу која ће бити коришћена за међупланетарни транзит и лендер који ће на површину планете доставити европски ровер. По слетању на површину Марса, ровер напајан соларним ћелијама ће истраживати околину најмање шест месеци (218 сола) у потрази за доказима о животу на Марсу. Егзомарс орбитер, који ће бити лансиран две године раније, биће коришћен за пренос података које ровер прикупи ка Земљи.
Крајем октобра 2015. агенција ЕСА донела је одлуку да примарно место слетања ровера буде Оксија планум. У случају лансирања 2018. предвиђене су две елипсе у које би ровер требало да слети (димензија 104 x 19 km), док су за случај лансирања 2020. предвиђене четири елипсе истих димензија. Секундарне локације за слетање су Aram Dorsum, Mawrth Vallis и Hypanis Vallis.